# Henry Pancoast
Henry Khunrath Pancoast (* 26. Februar 1875 in Philadelphia; † 20. Mai 1939 in Merion, Pennsylvania) war ein US-amerikanischer Radiologe.

## Leben
Der Sohn eines Arztes schloss sein Medizinstudium 1898 an der School of Medicine der University of Pennsylvania ab. In den folgenden Jahren war er als Anästhesist am Krankenhaus der Universität tätig. 1902 wurde er als Leiter der dortigen Röntgenabteilung Nachfolger von Charles Lester Leonard (1861–1913). 1911 wurde Pancoast zum ersten Professor für Radiologie in den Vereinigten Staaten berufen. 1939 folgte ihm Eugene Pendergrass in dieser Position.

## Leistungen
Pancoast beschäftigte sich v. a. mit Strahlentherapie, der Darstellung des Magen-Darm-Traktes und der Nutzung von Röntgenaufnahmen in der Arbeitsmedizin, insbesondere hinsichtlich Pneumokoniose und Silikose bei Bergleuten.
Unter Pancoasts Leitung wurde die radiologische Abteilung des Universitätsklinik ausgebaut und die Ausbildung systematisch verbessert.
1932 beschrieb Pancoast eine Form des Bronchialkarzinoms, den Pancoast-Tumor.

## Schriften (Auswahl)
- H. Pancoast, E. Pendergrass: Pneumoconiosis (silicosis). New York, 1926.